# Alstroemeria polpaicana
Alstroemeria polpaicana es una especie de la familia de las alstroemeriáceas. La especie fue descrita por primera vez por Pierfelice Ravenna y publicada en la revista Phytologia en 1988. Alstroemeria polpaicana pertenece al género Alstroemeria y a la familia Alstroemeriaceae.
Se distribuye principalmente en Chile, especialmente descrito en los alrededores de Santiago de Chile. Es un geófito tuberoso y crece principalmente en el bioma subtropical.